# والتر جورج
والتر جورج (20 سبتمبر 1847 في المملكة المتحدة - 2 نوفمبر 1938 في المملكة المتحدة) (بالإنجليزية: Walter George)‏ هو لاعب كريكت بريطاني (وحمل سابقاً جنسية المملكة المتحدة لبريطانيا العظمى وأيرلندا). لعب مع Kent County Cricket Club ‏.

## وصلات خارجية
- والتر جورج على موقع إي آس بي آن كريك إنفو (الإنجليزية)